# Generale Antonio Chinotto (cacciatorpediniere)
Il Generale Antonio Chinotto è stato un cacciatorpediniere (e successivamente una torpediniera) della Regia Marina.

## Storia
Costruita tra il novembre 1919 ed il settembre 1921, la nave faceva parte della classe Generali. Negli anni venti e trenta il cacciatorpediniere prese parte a varie crociere e svolse intensa attività operativa.
Il 20 agosto 1923, durante la crisi di Corfù, il Chinotto lasciò Taranto insieme ai gemelli Generale Achille Papa, Generale Antonio Cantore e Generale Marcello Prestinari, ai cacciatorpediniere Giuseppe Sirtori e Giuseppe La Masa, alle corazzate Duilio ed Andrea Doria, all'esploratore Augusto Riboty, ad un dragamine ed a due navi ausiliarie: tale forza navale, che raggiunse Portolago, nell'isola di Lero, fu posta a protezione del Dodecaneso da eventuali atti di ostilità da parte della Grecia.
Nei primi anni Venti prestò servizio sul Chinotto anche il guardiamarina Ugo Botti, futura Medaglia d'oro al valor militare. Il 1º ottobre 1929 l'unità, come tutte le navi gemelle, fu declassata a torpediniera.
Nel 1931 il Chinotto, insieme al gemello Papa, alle torpediniere Nicola Fabrizi ed Enrico Cosenz ed all'esploratore Quarto, formava la Divisione Speciale al comando dell'ammiraglio Denti.
Nel 1936, in seguito a lavori di modifica, la Chinotto fu dotata di strumentazioni per effettuare il dragaggio di mine in corsa. Nel 1939 la torpediniera venne sottoposta a lavori di rimodernamento dell'armamento: i 2 cannoni singoli da 76/40 Ansaldo Mod. 1917 furono rimpiazzati con due mitragliere binate Breda 20/65 Mod. 1935 e 2-4 mitragliere singole da 8/80 mm (per altre fonti la nave venne dotata di mitragliere da 13,2 mm).

La Chinotto all'ormeggio tra le gemelle Cascino (a sinistra) e Papa (a destra).

Nel corso del 1939 la torpediniera effettuò mensilmente intensa attività addestrativa. All'ingresso dell'Italia nel secondo conflitto mondiale, il 10 giugno 1940, la Chinotto faceva parte della II Squadriglia torpediniere (che formava unitamente alle gemelle Cascino, Generale Carlo Montanari e Generale Achille Papa), con base a La Maddalena. La nave fu impiegata in missioni di scorta convogli sulle rotte per la Libia, nonché in compiti antisommergibile, ma ebbe una vita operativa piuttosto breve.
Nel periodo compreso tra il 6 giugno ed il 10 luglio 1940 la Chinotto, insieme a Papa, Cascino e Montanari, ai posamine Durazzo e Pelagosa ed agli incrociatori ausiliari Attilio Deffenu e Caralis, partecipò alla posa di 30 campi minati, 12 dei quali antisommergibile, nelle acque della Sardegna, per un totale di 2196 mine. Nella notte del 10 giugno, in particolare, la nave posò uno sbarramento di mine nelle acque di Ajaccio.
Il 28 marzo 1941 la Chinotto, al comando del tenente di vascello Lelio Campanella, ed un'altra vecchia torpediniera, la Giuseppe Missori, salparono da Palermo per dare la caccia ad un sommergibile (secondo alcune fonti l'HMS Rorqual) individuato in tale area, al largo di Capo Gallo. Mentre le due navi, senza aver colto risultati, dirigevano per Palermo per rientrare alla base, avvicinandosi alla costa, la Chinotto urtò una mina (per altre fonti due) appartenente ad uno sbarramento di dieci ordigni posato tre giorni prima dal sommergibile britannico Rorqual (e sul quale erano già andati perduti il piroscafo Verde e la cisterna militare Ticino): nel volgere di breve tempo la torpediniera, spezzata in due, s'inabissò quattro miglia a nordest (per altre fonti ad ovest) di Capo Gallo.
Perirono con la nave 48 tra ufficiali, sottufficiali e marinai. La Chinotto aveva effettuato in tutto, dal giugno 1940 al marzo 1941, 37 missioni di guerra, tra cui 17 di scorta e nove antisommergibile.
Nel 2002 il relitto della Chinotto è stato individuato a 103 metri di profondità, coricato sul lato sinistro, venendo esplorato e fotografato l'anno successivo.